# North Bay Shore
Pour les articles homonymes, voir North Bay.
North Bay Shore est une census-designated place du comté de Suffolk, dans l'État de New York, aux États-Unis,. En 2020, elle compte une population de 19 619 habitants.